# FIFA Football
FIFA Football (även känt som FIFA Soccer i Nordamerika) var en fotbollsspelserie från EA Sports, som kom ut årligen sedan 1993 och var licenserad av FIFA. Namnen hade ändrats lite genom åren, och likaså har grafiken och lagen. Andra relaterade spel är "FIFA World Cup" (1998, 2002, 2006, 2010, 2014, 2018), "UEFA Euro" (2000, 2004, 2008, 2012, 2016) och "UEFA Champions League" (2004/2005, 2006/2007). Några spel som även bör nämnas är FIFA Street, FIFA Street 2 och FIFA Street 3 som handlar om gatufotboll.
Den 10 maj 2022 meddelade EA Sports att FIFA 23 blev den sista upplagan av spelserien eftersom de inte lyckades förnya FIFA-licensen. EA Sports lanserade därefter EA Sports FC som uppföljare till spelserien och släppte EA Sports FC 24 som första spel.

## Spel i serien
Genom åren har dessa spel gjorts i FIFA-serien.
- FIFA International Soccer
- FIFA 95
- FIFA Soccer 96
- FIFA 97
- FIFA: Road to World Cup 98
- FIFA 99
- FIFA 2000
- FIFA 2001
- FIFA Football 2002
- FIFA Football 2003
- FIFA Football 2004
- FIFA Football 2005
- FIFA 06
- FIFA 07
- FIFA 08
- FIFA 09
- FIFA 10
- FIFA 11
- FIFA 12
- FIFA 13
- FIFA 14
- FIFA 15
- FIFA 16
- FIFA 17
- FIFA 18
- FIFA 19
- FIFA 20
- FIFA 21
- FIFA 22
- FIFA 23

## Lag
I de nyare spelen finns de flesta stora ligorna till exempel Bundesliga, La Liga, Serie A, Premier League och mer.
Klassiska elvan finns med från FIFA 06 till FIFA 13. Där samlas gamla fotbollshjältar genom tiderna.
Världselvan finns också med från FIFA 06 till FIFA 13. Där samlas världens numera bästa fotbollsspelare.

## Relaterade spel
Andra spel som påminner om FIFA Football-seriens spel har också gjorts av EA.

### VM
- World Cup 98
- 2002 FIFA World Cup
- 2006 FIFA World Cup
- 2010 FIFA World Cup South Africa
- 2014 FIFA World Cup Brazil

### EM
- UEFA Euro 2000
- UEFA Euro 2004
- UEFA Euro 2008
- UEFA Euro 2012

### Champions League
- UEFA Champions League 04/05
- UEFA Champions League 06/07

### FIFA Street
- FIFA Street
- FIFA Street 2
- FIFA Street 3

### Fotnoter
1. ↑  ”EA FIFA series” (på engelska). Mobygames. http://www.mobygames.com/game-group/ea-fifa-series. Läst 18 juni 2016.
2. ↑  Skrebels, Joe (2022-05-10). ”FIFA to Officially Change Its Name to EA Sports FC” (på engelska). IGN. https://www.ign.com/articles/fifa-name-change-ea-sports-fc.